# IOS 5
iOS 5 je pátá hlavní verze mobilního operačního systému iOS, vyvíjeného společností Apple Inc.. Byla oznámena 6. června 2011 na vývojářské konferenci WWDC a veřejně vydána 12. října 2011. Šlo o nástupce systému iOS 4 a předchůdce iOS 6, který vyšel v září 2012.
iOS 5 představoval zásadní krok v historii systému – poprvé umožnil kompletní používání zařízení bez nutnosti připojení k počítači. Uživatelé mohli iPhone nebo iPad aktivovat, zálohovat i aktualizovat bezdrátově. Apple tímto krokem opustil filozofii „počítač jako střed“ a přesunul většinu dat do cloudu skrze službu iCloud. iOS 5 zároveň přinesl nové funkce jako Notification Center, iMessage, integraci s Twitterem, hlasového asistenta Siri (pro iPhone 4S) a další systémové aplikace a zkratky.

## Vývoj a oznámení
iOS 5 byl oficiálně představen 6. června 2011 během zahájení konference WWDC 2011. Téhož dne byla vývojářům zpřístupněna první beta verze. Finální verze systému vyšla 12. října 2011 současně s uvedením iPhone 4S. Siri, hlasová asistentka, byla původně označena jako beta verze a dostupná pouze v několika jazycích (např. angličtina, francouzština, němčina).

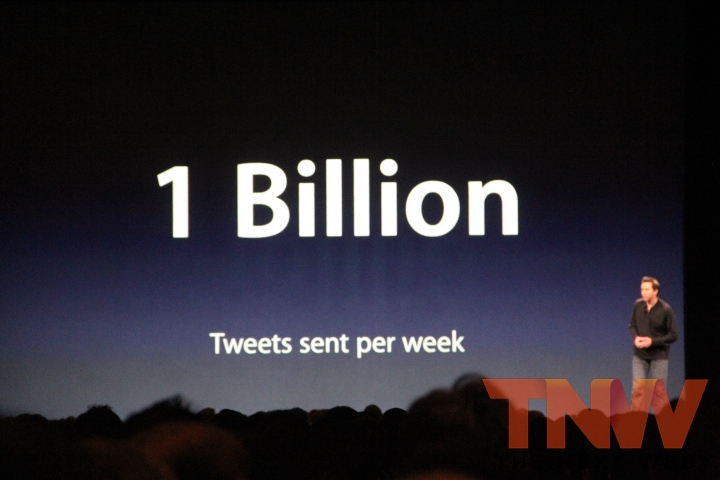
WWDC 2011 - iOS 5

## Nové funkce
- Notification Center – oznámení se nově zobrazují jako nenápadné bannery, přístupná jsou tažením shora
- iMessage – nová služba pro bezplatné zprávy mezi zařízeními iOS (modré bubliny), s možností skupinové komunikace
- iCloud – synchronizace fotografií (Photo Stream), aplikací, dokumentů, záloh a nastavení mezi více zařízeními
- Bezdrátové aktualizace (OTA) – systémové aktualizace bez nutnosti připojení k iTunes
- Aktivace bez počítače – první nastavení iPhonu/iPadu přímo na zařízení
- Twitter integrace – přímé sdílení z aplikací (Safari, Fotoaparát, YouTube aj.)
- Připomínky (Reminders) – nová aplikace pro úkoly s časovými a místními upozorněními (geofencing)
- Newsstand – virtuální polička pro digitální časopisy a noviny (technicky zvláštní typ složky)
- Hudba a Videa – nahrazení aplikace „iPod“ samostatnými aplikacemi, jako na iPod Touch
- Zkratka fotoaparátu na zamčené obrazovce – spuštění kamery bez odemykání zařízení
- Tlačítko hlasitosti jako spoušť fotoaparátu
- Siri – hlasová asistentka (pouze iPhone 4S)
- Gesta pro multitasking (iPad 2 a novější) – přepínání aplikací a návrat na plochu pomocí 4–5 prstů
- Rozdělená a plovoucí klávesnice na iPadu

## Podporovaná zařízení
iOS 5 ukončil podporu pro zařízení s méně než 256 MB RAM (např. iPhone 3G a iPod Touch 2. generace). Byla to poslední verze iOS pro iPod Touch (3. generace) a iPad (1. generace).

### iPhone
- iPhone 3GS
- iPhone 4
- iPhone 4S

### iPod Touch
- iPod Touch (3. generace)
- iPod Touch (4. generace)

### iPad
- iPad (1. generace)
- iPad 2
- iPad (3. generace)

### Apple TV
- Apple TV (2. generace)
- Apple TV (3. generace)

## Problémy
- Problémy s instalací – po vydání iOS 5 došlo k zahlcení serverů Apple, objevovaly se chyby při instalaci.[3]
- Výdrž baterie (iPhone 4S) – rychlé vybíjení bylo opraveno až ve verzi 5.0.1.[4]
- Problémy se SIM kartou – zprávy „Neplatná SIM“ nebo „Selhání SIM“ na iPhonu 4S; opraveno v sestavení 9A406.
- Wi-Fi výpadky a ozvěna při hovorech – problémy s připojením a ozvěnou přes sluchátka, později opraveno.[5]

## Další zajímavosti
- iMessage byl přímou konkurencí aplikacím jako WhatsApp nebo BBM, avšak byl dostupný pouze v rámci iOS.
- iCloud umožnil automatickou zálohu na dálku a synchronizaci dat bez zásahu uživatele.
- Změna aktualizačního modelu: App Store už nestahoval celé aplikace, ale pouze rozdílové balíčky.
- Siri byla v době uvedení označena jako „beta“ a nepodporovala češtinu.
- Limit stahování aplikací přes mobilní síť byl zvýšen z 20 MB na 50 MB (iOS 5.1).
- Aplikace Newsstand nešla odstranit nebo přesunout – šlo o systémovou složku.
- Systémové klávesové zkratky a gesta na iPadu měly za cíl přiblížit zařízení notebookům.[6]

## Historie verzí
| Verze               | Datum vydání       | Hlavní změny                                                                                             |
| ------------------- | ------------------ | --- |
| 5.0                 | 12. října 2011     | iCloud, Notification Center, iMessage, aktivace bez iTunes, integrace Twitteru, Siri (iPhone 4S)         |
| 5.0.1               | 10. listopadu 2011 | Oprava výdrže baterie, gesta na iPad 1, opravy synchronizace iCloud                                      |
| 5.0.1 (build 9A406) | 12. prosince 2011  | Oprava chyby SIM karty (jen iPhone 4S)                                                                   |
| 5.1                 | 7. března 2012     | Siri (japonština), nové funkce fotoaparátu, redesign na iPadu, zvýšení limitu stahování aplikací přes 3G |
| 5.1.1               | 7. května 2012     | Opravy AirPlay, síťového přepínání a nákupů v App Store                                                  |